# Pavičina Kula
Pavičina Kula (cyr. Павичина Кула) – wieś w Bośni i Hercegowinie, w Republice Serbskiej, w gminie Rogatica. W 2013 roku liczyła 78 mieszkańców.